# 난사구 (광저우시)

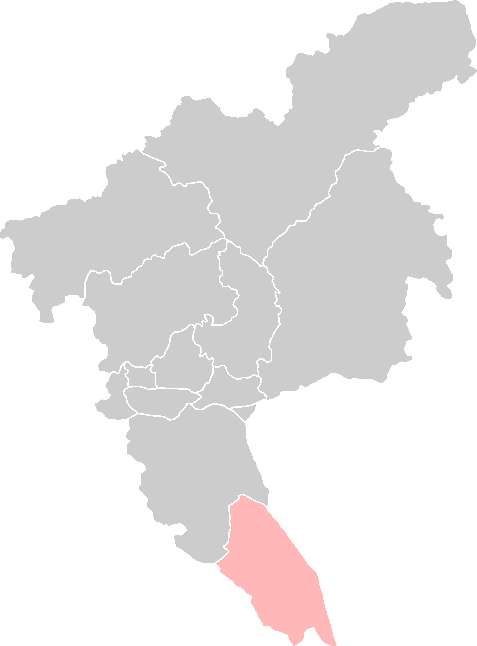
난사 구의 위치

난사 구(한국어: 남사구, 중국어: 南沙区, 병음: Nánshā Qū)는 중화인민공화국 광둥성 광저우시의 현급 행정 구역이다. 넓이는 544km2이고, 인구는 2007년 기준으로 150,000명이다.

## 지리
광저우시 안에서 유일하게 바다와 인접해 있는 자치구로 손을 꼽은 지역이기도 하다.

## 행정 구역
3개 가도, 6개 진을 관할한다.
- 가도:南沙街道、珠江街道、龙穴街道
- 진: 万顷沙镇、黄阁镇、横沥镇、东涌镇、大岗镇、榄核镇

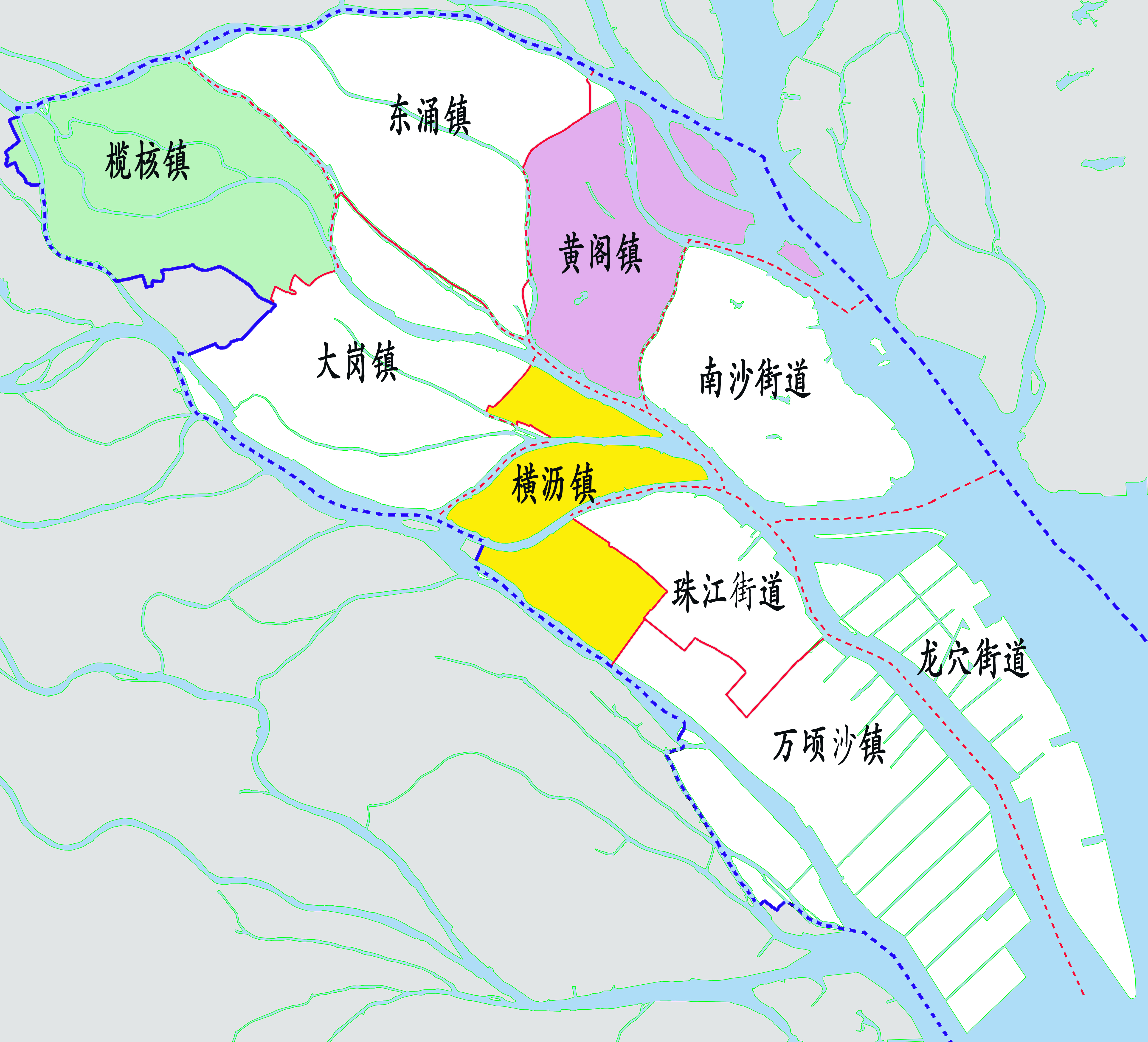
난사구의 행정구역